# Chinapeer
De chinapeer (Pyrus bretschneideri), tientsinpeer of yapeer is een soort peer, die voorkomt in het noorden van China. Hier wordt de soort veel gekweekt voor zijn vruchten. Het zijn sappige peren met wittig vruchtvlees, die in tegenstelling tot de appelvormige nashipeer (Pyrus pyrifolia) uit Oost-Azië meer de vorm van de 'gewone' peer (Pyrus communis) hebben. De peren zijn knapperig en smaken zoet.